# Dualdrive

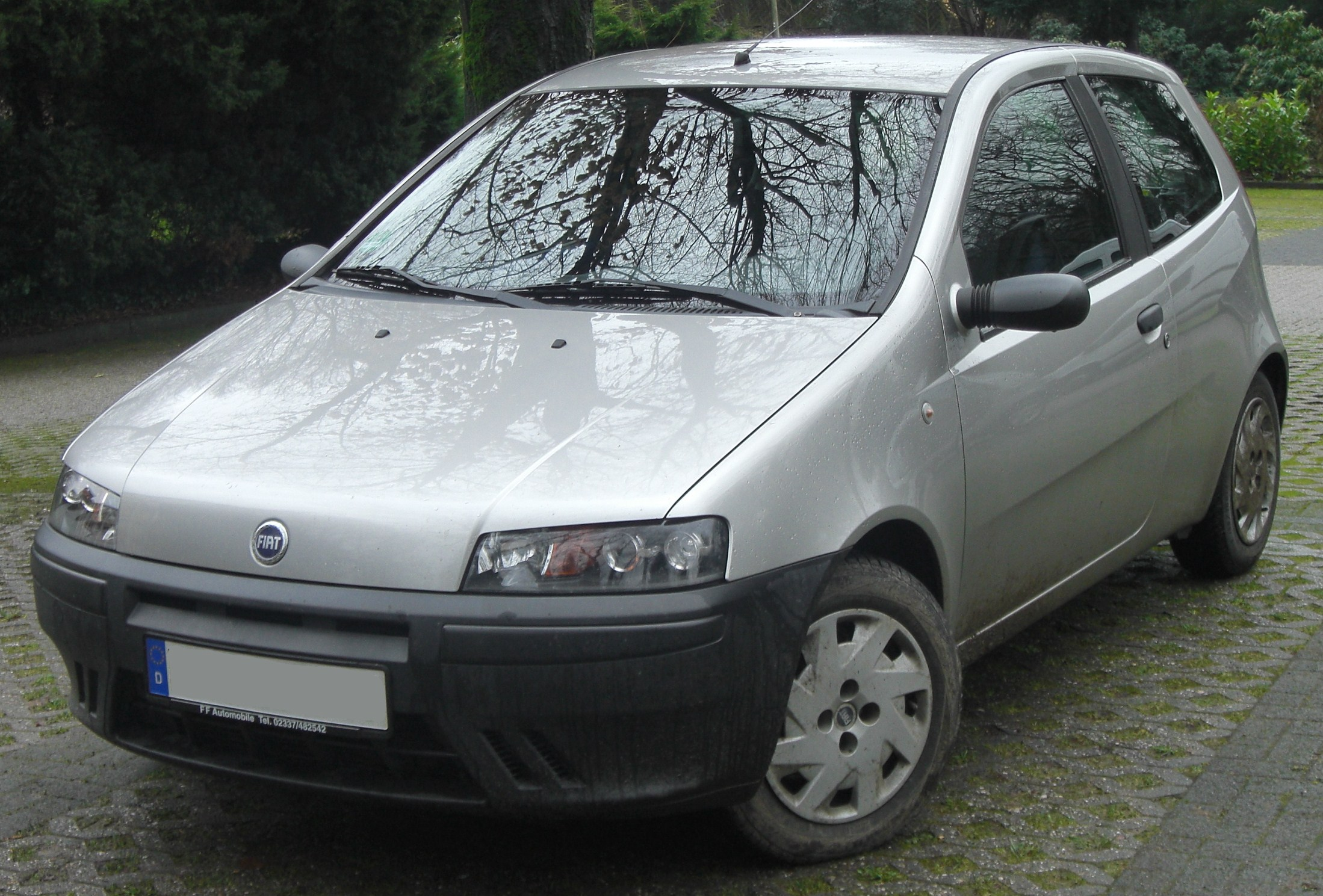
Fiat Punto (1999), primer automóvil con sistema Dualdrive

Dualdrive es el nombre comercial de un sofisticado sistema de dirección asistida eléctricamente, equipado de serie en algunos automóviles de los segmentos A B y C comercializados por Fiat Group Automobiles desde 1999. Dispone de dos lógicas de funcionamiento, y utiliza la potencia generada por un motor eléctrico, en vez de la proporcionada por una bomba hidráulica accionada directamente por el motor. Sus ventajas frente a un sistema de dirección asistida eléctrica son la reducción del gasto energético y una menor rumorosidad mecánica, así como mayor respeto por el medio ambiente.

## Historia
Este sistema se comercializó por primera vez en el Fiat Punto (1999), convirtiéndose así en el primer vehículo en el segmento B con dirección asistida eléctrica; primícia que se repetiria en 2001 para el segmento C al adoptar esta misma tecnología el Fiat Stilo. En 2008, el Lancia Delta incorporó una nueva funcionalidad a esta dirección, llamada Active Parking System, que permite el guiado automático del automóvil durante las maniobras de aparcamiento. En 2010, el Alfa Romeo Giulietta presentó sobre una evolución de este mismo sistema una tecnología denominada Dual Pinion, la cual aporta un tacto deportivo manteniendo las ventajas de la dirección eléctrica. Sobre este mismo modelo se implementó además un sistema denominado Dynamic Steering Torque, el cual da mayor asistencia al volante hacia la dirección de giro correcta en maniobras de emergencia.

## Funcionamiento

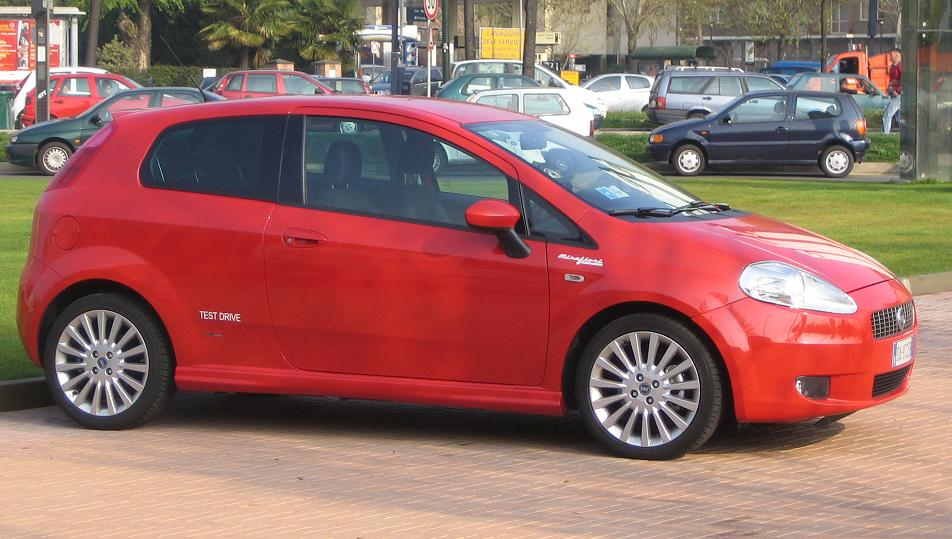
Fiat Grande Punto, equipado con Dualdrive.

El dispositivo está integrado en la columna de la dirección e incorpora una centralita electrónica, un motor eléctrico, un acoplamiento dentado y un sensor de posición y par del volante. La respuesta de la dirección es proporcional a la velocidad del coche: a mayor velocidad, menor es la asistencia y mayor el esfuerzo al volante, es decir, ofrece asistencia variable. Adicionalmente ofrece otras ventajas dinámicas como un retorno activo del volante después de una curva, controlando electrónicamente la velocidad y progresividad del retorno en función de las condiciones de marcha. La dirección asistida funciona sólo con el motor en marcha pero se puede utilizar sin asistencia eléctrica en cualquier caso. En caso de avería se enciende un indicador luminoso o/y se muestra un mensaje en la pantalla multifunción.

## Modo City
Para velocidades reducidas el sistema ofrece la posibilidad de escoger entre dos programas de calibrado. El primero, con un grado de asistencia normal, está ideado para recorridos mixtos y extraurbanos. El segundo, llamado "City" aligera la dirección y por tanto requiere un esfuerzo menor, está diseñado para la conducción urbana y las maniobras de aparcamiento. 
Para activar el modo "City" existe un botón situado en el centro del salpicadero. En el cuadro de mandos existe un testigo para conocer la lógica seleccionada en cada momento. Para garantizar la seguridad, cuando se superan una velocidad determinada, dependiendo del modelo de 30 a lo 70 km/h, los dos programas tienen el mismo grado de asistencia.
En algunas versiones al cambiar entre un modo y otro el automóvil modifica también la respuesta del acelerador, como por ejemplo en el Fiat Punto Sporting con cambio de 6 velocidades.

## Ventajas

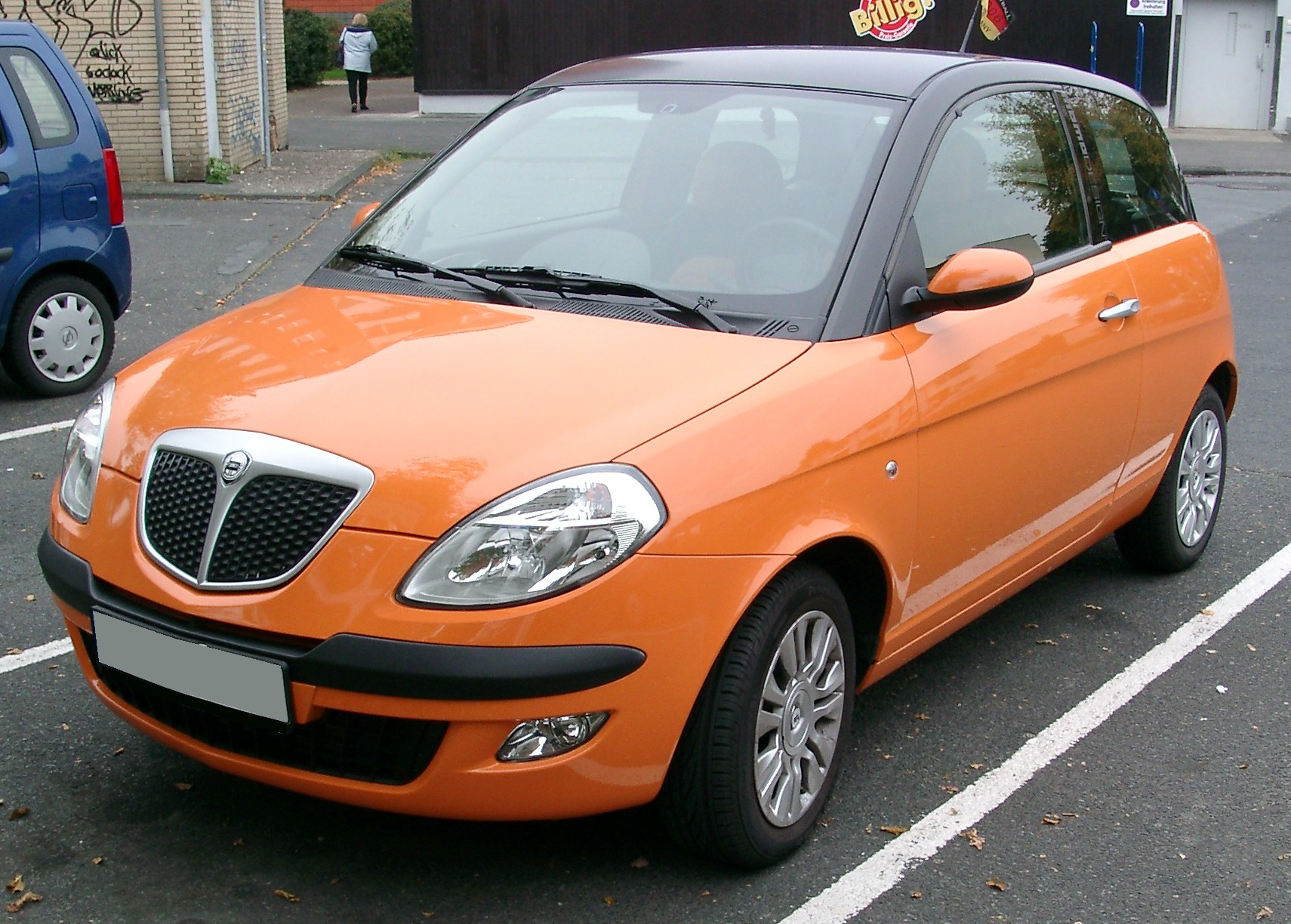
Lancia Ypsilon (2003), equipado de serie con Dualdrive.

- La dirección asistida eléctrica Dualdrive, a diferencia de la tradicional dirección hidráulica que solicita al motor el arrastre continuo de la bomba, absorbe energía sólo cuando es necesario, es decir en el momento en que se mueve el volante.

- Todo esto significa una reducción de energía y por lo tanto un ahorro de combustible del 3% en el recorrido mixto, un resultado equivalente a reducir el peso del vehículo en 50 kg.

- Por lo tanto, menos gasto de combustible y al mismo tiempo un habitáculo más silencioso, debido a la eliminación de la bomba hidráulica.

- Además, en lo que se refiere al medio ambiente, la dirección asistida eléctrica no sólo contribuye a reducir las emisiones como consecuencia directa del menor consumo de combustible, sino que aumenta el porcentaje de reciclado del dispositivo. Gracias a la ausencia de aceite y conductos de goma a eliminar se pasa de un 85% de la instalación hidráulica al 95% del sistema eléctrico.

- Respecto a la dirección hidráulica trabaja a una temperatura más baja y no debe tener en cuenta posibles impurezas que circulen con el aceite en la instalación, lo que beneficia la fiabilidad mecánica.

- A diferencia de las direcciones con asistencia hidráulica, en caso de fallo del sistema Dualdrive el par que hay que aplicar para girar las ruedas es similar al de un automóvil sin asistencia, al no existir elementos mecánicos adicionales que generen resistencias en el sistema.

## Automóviles

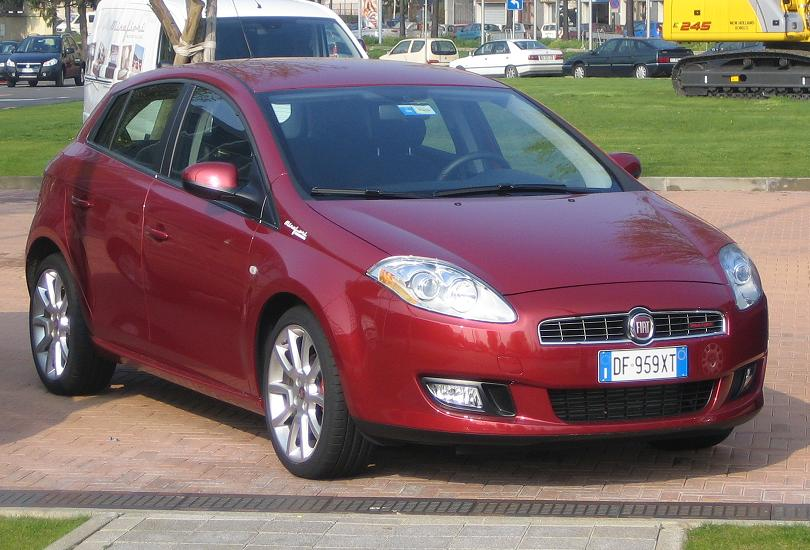
Fiat Bravo (2007), equipado de serie con Dualdrive.

En la siguiente lista se recogen los automóviles dotados con el sistema Dualdrive:

### Fiat

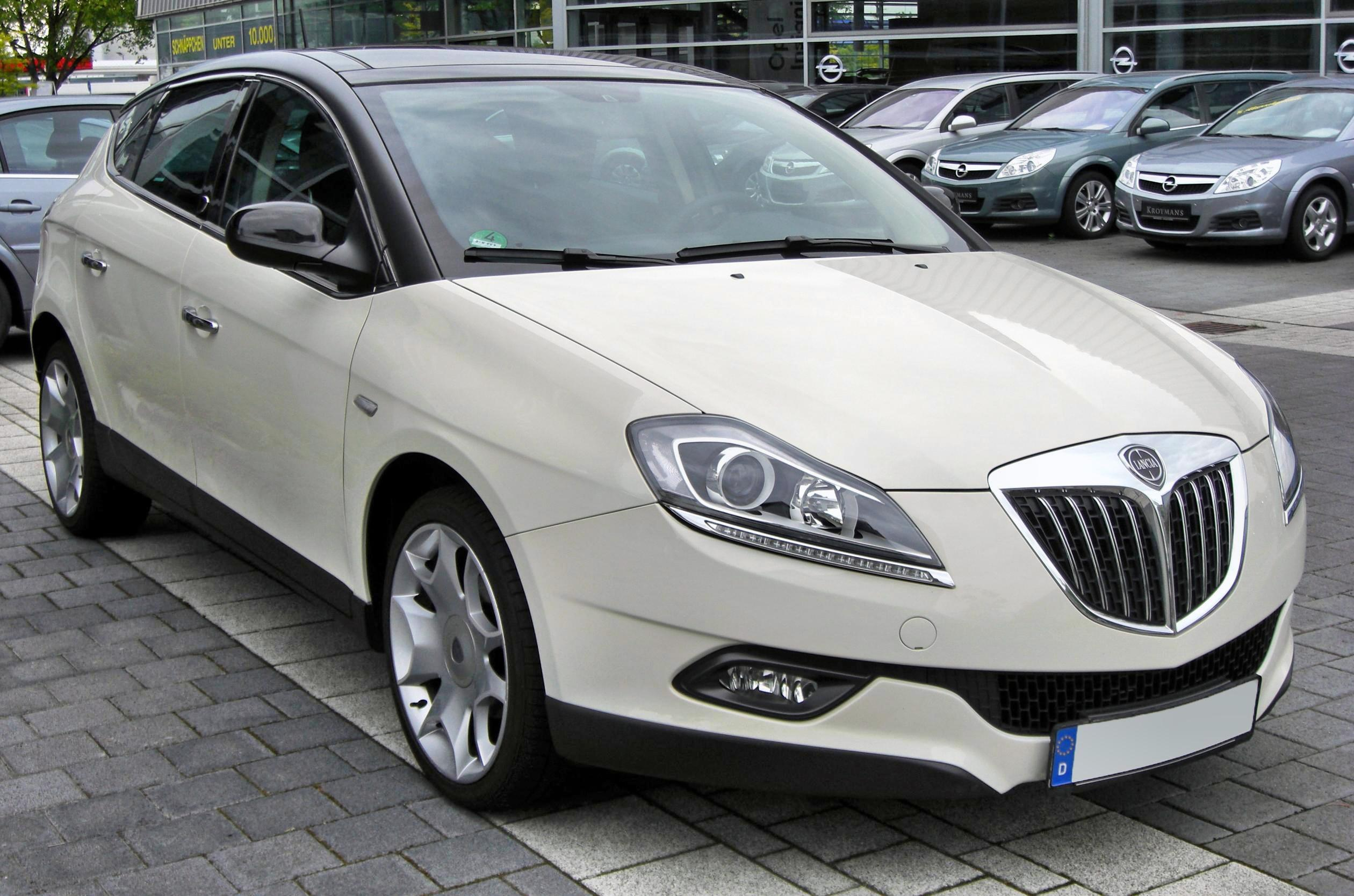
Lancia Delta (2008), con dirección Dualdrive.

Fiat 500 (2007)
Fiat Panda (2003) y su versión 4x4
Fiat Punto (1999)
Fiat Grande Punto
Fiat Punto EVO
Fiat Idea
Fiat Stilo
Fiat Bravo (2007)
Fiat Panda (2012)
Fiat 500L

### Lancia
Lancia Ypsilon (2003)
Lancia Ypsilon (2011)
Lancia Musa
Lancia Delta (2008)